# 카트린 강
카트린 슬기 강(프랑스어: Catherine Seulki Kang, 본명: 강슬기, 1987년 9월 25일 ~ )은 중앙아프리카 공화국의 대한민국 출신 태권도 선수이다. 수원정보산업고등학교, 우석대학교를 졸업하고, 2009년 선수 생활을 접은 뒤 벨기에로 건너가 태권도 트레이너로 일하다가 중앙아프리카 공화국 선수 제안을 받고 2010년부터 선수 생활을 다시 시작했고, 2012년 국적을 취득했다. 올림픽 아프리카 대륙 선발전에서 2위를 차지해 올림픽 출전 기회를 잡았고, 개막식 기수 명단에 이름을 올리기도 했으나, 거부 의사를 전하면서 기수를 맡지는 않았다. 2012년 하계 올림픽 태권도 여자 49kg급 첫 경기에서 크로아티아의 루치야 자니노비치에게 2라운드 만에 14-0으로 패했다.

## 참고 문헌
- “<올림픽> 중앙아프리카共 강슬기 '희망의 발차기'”. 연합뉴스. 2012년 8월 9일.